# غراند رابيدز (ويسكونسن)
غراند رابيدز (بالإنجليزية: Grand Rapids, Wisconsin)‏ هي بلدة تقع بولاية ويسكونسن في الولايات المتحدة. تبلغ مساحتها 54.4 (كم²)، وترتفع عن سطح البحر 317 م، بلغ عدد سكانها 7801 نسمة في عام 2000 حسب إحصاء مكتب تعداد الولايات المتحدة وتصل الكثافة السكانية فيها 145 نسمة/كم2.

## وصلات خارجية
- http://www.townofgrandrapids.org/
- The US50 - Cities and Towns in Wisconsin State
- Wisconsin Cities and Towns, Facts, Map, Flag, Colleges, Government, and More